# Thác nhân tạo

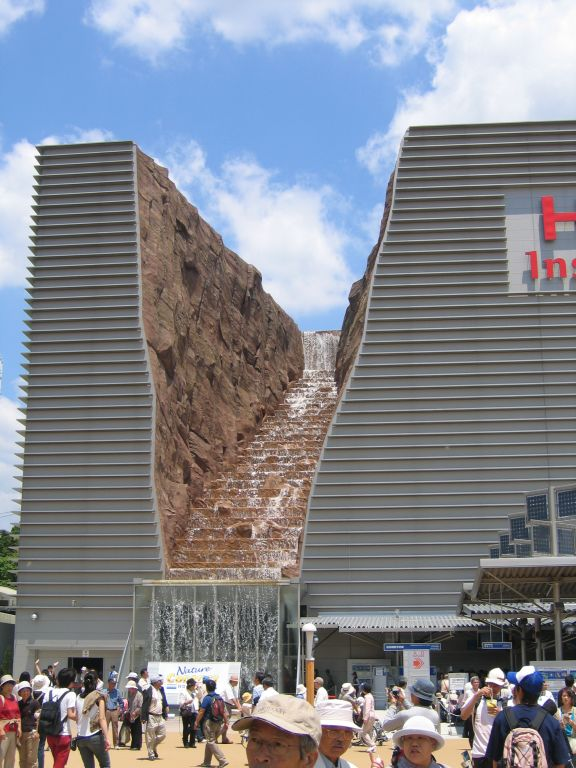
Thác nhân tạo trong một đợt triển lãm

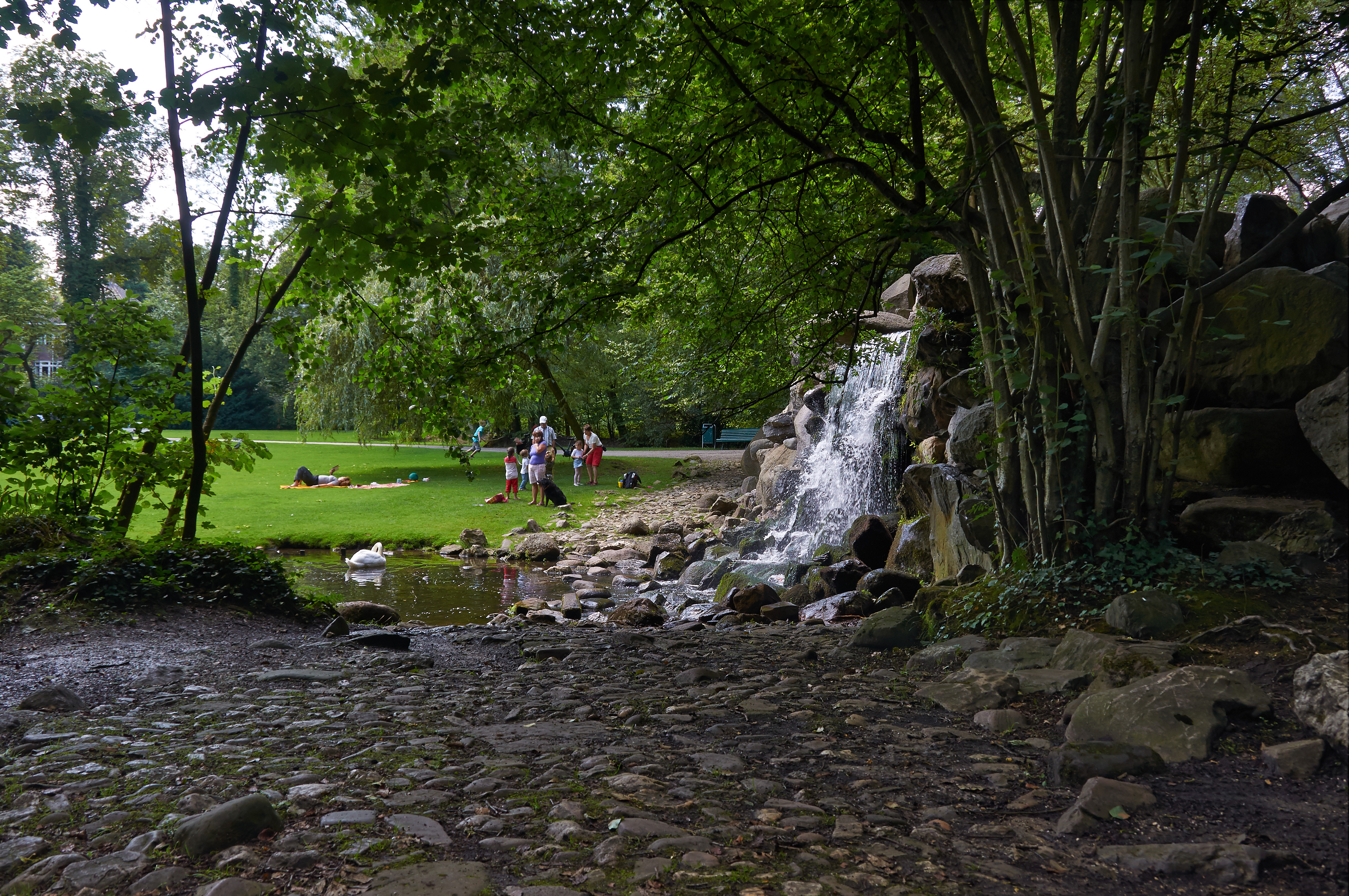
Thác nước nhân tạo trong khu vườn

Thác nước nhân tạo (Artificial waterfall) là một thiết kế thủy văn hoặc đài phun nước mô phỏng thác nước tự nhiên. Thác nước nhân tạo từ lâu đã được sử dụng trong khu vườn Nhật Bản truyền thống, nơi chúng có thể dùng để làm nổi bật khung cảnh hoặc tạo điểm nhấn. Sách hướng dẫn làm vườn cổ điển Sakuteiki của Nhật Bản được viết vào giữa đến cuối thế kỷ XI đã liệt kê chín loại thác nhân tạo khác nhau. Thác nước Cascata delle Marmore là một ví dụ về thác nước nhân tạo được Người La Mã cổ đại tạo ra. Thác nước nhân tạo phổ biến ở châu Âu vào cuối thế kỷ XIX và đầu thế kỷ XX, bao gồm cả thác nước nổi tiếng ở Công viên Viktoria ở Berlin. 
Một ví dụ ban đầu của thác nước nhân tạo tại Mỹ là Thác nước Huntington ở Công viên Cổng Vàng (Golden Gate Park), San Francisco, California. Năm 1896, Tạp chí làm vườn đưa tin đây là thác nước nhân tạo duy nhất trong công viên công cộng ở Bắc Mỹ. Liebian International Plaza ở Quế Dương, Quý Châu, Trung Quốc có thác nước cao 108m trên một mặt của tòa nhà chọc trời đa năng cao tới 121m. Thác nước nhân tạo được lắp đặt bên trong các tòa nhà có thể nhỏ hoặc khá lớn. Một số lợi ích của thác nước trong nhà được coi là tạo ra tiếng ồn, độ ẩm, cũng như cảm giác yên bình tự nhiên mang lại cho người ngắm thưởng lãm. Hai thác nước trong nhà đáng chú ý trên thế giới đều nằm ở  Singapore; thác nước trong nhà lớn nhất ở Singapore là ở Sân bay Changi có tên The Rain Vortex.